# Primarna hiperetenzija
Primarna (esencijalna, idiopatska) hipertenzija je hipertenzija s nepoznatom etiologijom, koja nema organskog uzroka i pri kojoj je krvni tlak stalno povišen.

## Klasifikacija
Arterijska hipertenzija klasificira se prema vrijednostima arterijskog tlaka (1999. SZO):
- normalan tlak - <139/<89 mmHg,
- stadij I - blaga hipertenzija 140-159/90-99 mmHg
- stadij II - umjerena hipertenzija 160-179/100-109 mmHg
- stadij III - teška hipertenzija >180/>110 mmHg

Arterijska hipertnezija se klasificira u stadije bolesti prema oštećenju organa (SZO):
- stadij I - nema znakova oštećenja organa
- stadij II - prisutan barem jedan od znakova oštećenja uzokovanih arterijskom hipertnezijom
- stadij III - simptomi i klinički znakovi kao posljedica oštećenja uzrokovanih arterijskom hipertnezijom

## Znakovi i simptomi
Neovisno o primarnom poremećaju arterijska hipertenzija dugo ne pravi veće tegobe i zbog toga je i zovu "tihi ubojica". Zanimljivo jest da neki stručnjaci hipertenziju ne smatraju bolešću nego stanjem. Tim prije jer hipertenzija često nema nikakvih simptomi, pa brojne osobe koje imaju povišeni krvni tlak ne osjećaju nikakve probleme i niti ne znaju da imaju povišeni krvni tlak. A dokazano je da je visoki krvni tlak jedan od glavnih čimbenika rizika za obolijevanje od ateroskleroze, angine pectoris, srčanog infarkta, dekompenzacije srca, moždanog udara, oštećenja bubrega, sljepoće itd.
Posebna stanja su različita akutna povećanja arterijskog krvnog tlaka koja akutno mogu oštetiti organe kao što su središnji živčani sustav, srce ili bubreg, te se u nazivaju hipertenzivna kriza, hipertenzivna hitnosti i maligna hipertnezija, te se često preklapaju, a sva zahtijevaju hitno liječenje.

## Etiologija
Kod velike većine osoba, oko 90-95 %, točan razlog povišenje arterijskog krvnog tlaka ostaje nepoznat, te se takva arterijska hipertenzija naziva primarna ili esencijalna arterijska hipertenzija. 
Esencijalna je arterijska hipertenzija sindrom u kojem zasigurno određenu ulogu igra genska predispozicija, ali i utjecaj brojnih vanjskih čimbenika od kojih najveće značenje ima povećan unos kuhinjske soli, prekomjerna tjelesna težina, izloženost stresu, tjelesna neaktivnost itd.
Esencijalna je arterijska hipertenzija poremećaj u kojem brojni organski sustavi u sprezi s vanjskim faktorima igraju ulogu u nastanku i održavanju povišenog arterijskog tlaka, a određuju i dinamiku progresije bolesti.

## Patogeneza
Transplantacijske studije ukazuju da bubreg ima važnu ulogu u etiopatogenezi esencijalne hipertenzije, tj. vjerojatno je da ovdje najjasnije dolazi do izražaja genski nasljeđen poremećaj koji rezultira smanjenim izlučivanjem natrija, a uz povećan unos kuhinjske soli dolazi do porasta arterijskog tlaka. Pogreška u prijenosu natrija kroz stanične membrane prisutna je i u stanicama glatke muskulature krvnih žila. Novije spoznaje usmjeravaju sve više pažnju ulozi promjena na krvnim žilama, posebice endotelu hormonski vrlo bogatom organu. Poremećena ravnoteža tih hormonskih sustava dovodi do vazospazma (kontrakcija krvnih žila), tromboze i ateroskleroze. Brojni su dokazi o nerazdvojivosti procesa u esencijalnoj hipertenziji i aterosklerozi. Poremećaji endotela odgovorni su za podržavanje arterijske hipertenzije i pridonose progresiji bolesti o čemu valja voditi računa u terapijskom pristupu. S druge strane, povišeni krvni tlak dugoročno uništava endotel što vodi u razvoj ateroskleroze.
Hipertenzija potiče i razvoj kongestivnog zatajenja srca, bolesti bubrega te sljepoće. U ranoj fazi esencijalne hipertenzije, kada zbog pogreške u izlučivanju natrija i vode dolazi do porasta količine vode i soli u krvnim žilama povećan je minutni volumen srca. No, taj poremećaj nije dostatan da sam po sebi dovede do trajnog porasta arterijskog tlaka, već do hipertenzije dolazi tek ako je povišen i periferni vaskularni otpor do čega dolazi posljedičnom aktivacijom kontraregulacijskih mehanizama. Arterijski tlak određen je dakle umnoškom minutnog srčanog volumena i ukupnog perifernog otpora. U drugoj se fazi arterijske hipertenzije minutni volumen normalizira, a periferni otpor ostaje povišen (aktivacijom brojnih mehanizama). U kasnoj fazi minutni je volumen smanjen (25 %), a periferni otpor značajno povišen (30 %). Arterijska je hipertenzija poremećaj koji je trajno prisutan, ali može mijenjati svoj karakter. Jedan od važnih faktora nastanka hipertenzije jest i unos natrijevog klorida u obliku kuhinjske soli. Bubrezi nisu prilagođeni dodatnom unosu soli u organizam. Razlog tome treba tražiti u sprezi fiziologije, evolucije i antropologije. Naime, tijekom dugog vremena razvoja viših sisavaca i čovjeka u prehrani je prevladavala biljna hrana bogata kalijem. U prehrani ljudskih predaka i prvih ljudi također je prevladavala biljna hrana koja je, za razliku od životinjske bogata kalijem, a siromašna natrijem. Da bi organizam uspostavio ravnotežu elektrolita koja je odgovarala fiziologiji tijela organizam je trebao pronaći mehanizam izbacivanja kalija i čuvanja natrija. Taj mehanizam je ugrađen u bubrežnoj funkciji. Nefroni štede natrij (aldosteron), a u mokraću se aktivno secernira kalij. Uzrok tome je povećana koncentracija natrija u odnosu na kalij u izvanstaničnoj tekućini. Također, evolucija je ugradila i "želju za solju" kao jedan od mehanizama ispravljanja neravnoteže natrij/kalij. Međutim, prehrana modernog čovjeka je najvećim dijelom životinjskog podrijetla, sačuvan je mehanizam "želje za solju" zbog kojeg nam je zasoljena hrana ukusnija. Upravo u moderno doba kada je kuhinjska sol suviše dostupna dolazi do obrnute situacije - unosimo daleko više natrija nego kalija. 
Međutim, bubrežni mehanizam nije se prilagodio novonastaloj situaciji te i dalje "štedi" natrij, a izbacuje kalij. To dovodi do polaganog, ali dugoročnog gomilanja natrija u organizmu. Stoga je očito kakve će reperkusije imati povećan unos soli na razvoj hipertenzije.

## Liječenje
U liječenju arterijska hipertenzije, kod sekundarnih oblika se utječe na osnovni uzrok bolesti, dok je kod primarnih bitno educirati bolesnika, utjecati na način života, te ako je potrebno koristiti lijekove koji se nazivaju antihipertenzivi. U antihipertenzive se ubrajaju brojne skupine lijekova: diuretici, blokatori adrenergičkih receptora (beta blokatori, periferni alfa-blokatori), blokatori kalcijevih kanala, vazodilatatori, inhibitori konvertaze angiotenzina (ACE inhibitori), blokatori AT1-receptora.  